# Gunnlod (satélite)
S/2004 S 32 es un satélite natural de Saturno. Su descubrimiento fue anunciado por Scott S. Sheppard, David C. Jewitt y Jan Kleyna el 8 de octubre de 2019 a partir de observaciones tomadas entre el 12 de diciembre de 2004 y el 19 de enero de 2007.
S/2004 S 32 tiene unos 4 kilómetros de diámetro y orbita a Saturno a una distancia promedio de 21,214 Gm en 1153,96 días, con una inclinación de 159,9° a la eclíptica, en dirección retrógrada y con una excentricidad de 0,251.